# King
A King brit new wave együttes volt. A zenekart Paul King alapította. 1984-ben alakultak Coventry-ben, miután a "The Reluctant Stereotypes" nevű ska/rock zenekar feloszlott. Sikereik ellenére 1986-ban feloszlottak. 1987-ben Paul King kiadott egy szóló albumot Joy címmel, majd műsorvezetőként dolgozott az MTV-nél. Rövid pályafutásuk alatt két nagylemezt adtak ki. Az együttes legismertebb dala a Love & Pride, amely a második helyet szerezte meg az angol slágerlistán. A dal továbbá több ország slágerlistájára is felkerült. 

## Tagok
- Paul King – ének, zongora
- Mick Roberts – billentyűk, szintetizátor, zongora, vokál
- Anthony "Tony" Wall – basszusgitár
- Jim "Jackal" Lantsbery – gitár, vokál
- John Hewitt – dob
- Adrian Lillywhite – dob
- Colin Heanes – dob

## Diszkográfia
- Steps in Time (1984)
- Bitter Sweet (1985)

## Egyéb kiadványok
Válogatáslemezek
- The Best of King - Love & Pride (1998)
- Remixes & Rarities (2018)